# 피아노 이중주
피아노 이중주는 2중주 가운데서도 피아노만을 쓰는 것은 특히 달리 취급되는 일도 있다. 피아노는 동시에 수많은 음을 낼 수 있고, 화성적으로도 충실한 음악을 연주할 수 있으므로 중주에서는 중용되지만, 피아노 2중주인 경우에는 피아노 3중주나 피아노 5중주 등의 경우와 본질적으로 다른 의미를 가진다. 이 피아노 2중주란 두 가지 형태가 있고, 둘다 다른 악기를 쓰지 않고 피아노만을 쓰는 것이나, 피아노 3중주 등은 다른 악기를 보탠 3중주이다. 피아노 2중주 중에서 한 종류는 2대의 피아노로 연주하는 것이다. 1대의 피아노를 각각 한 사람의 주자가 연주하는 형태로서, 바로크 후기의 2대의 쳄발로의 음악에서 발달하였다. 모차르트의 라장조 소나타, 브람스의 <하이든 변주곡> 등은 그 중에서도 특히 명곡으로 꼽힌다. 피아노 2중주의 또하나의 형태는 한국에서는 연탄(連彈)이라 부르는 것이다.

## 연탄
연탄(連彈)은 1대의 피아노를 두 연주자가 연주하는 피아노 2중주를 말한다. 이 경우의 곡은 건반 위에 네 손이 놓이므로 네손용(四手用)이라 부르기도 한다. 모차르트, 슈베르트, 브람스, 포레, 드뷔시 등에게 이색적인 작품이 있다.